# لک‌لک نیل
لک‌لک نیل یا نوک‌کفشی (نام علمی: Balaeniceps rex) یک نوع پرنده لک‌لک‌مانند است که در شرق استوایی آفریقا از سودان تا زامبیا سکونت دارند.
«اتحادیه بین‌المللی حفاظت از طبیعت» تخمین می‌زند که تنها بین ۳۳۰۰ تا ۵۳۰۰ لک‌لک نیل بزرگسال در جهان باقی مانده و جمعیتش در حال کاهش است.
لک‌لک نیل پرنده بسیار بزرگی است، به‌طوری‌که ارتفاع پرنده بالغ از ۱۱۵ تا ۱۵۰ سانتیمتر، طول آن از ۱۰۰ تا ۱۴۰ سانتیمتر، عرض بال‌ها از ۲۳۰ تا ۲۶۰ سانتیمتر و وزن آن از ۴ تا ۷ کیلوگرم می‌باشد.
منقار بزرگ، خود به تنهایی آن را پرنده‌ای عجیب نشان می‌دهد. این منقارهای حجیم، طولی بین ۱۹ تا ۲۴ سانتیمتر و لبه‌های تیز و همچنین نقطه‌های مایل به خاکستری دارند.

## نگارخانه

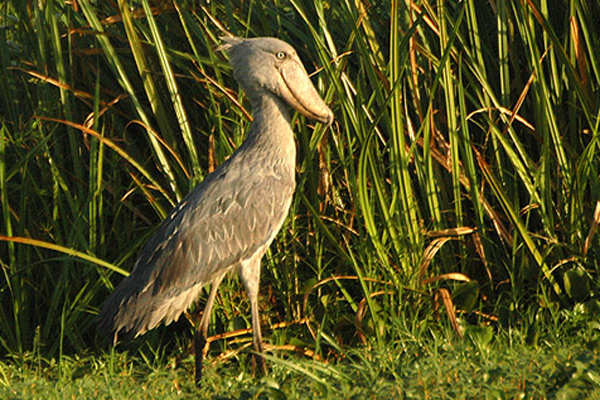
در اوگاندا
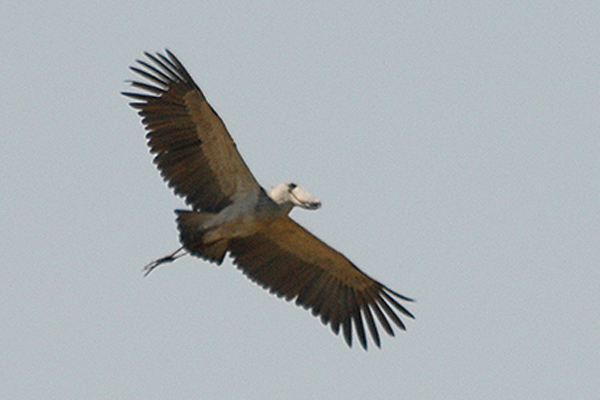
در اوگاندا
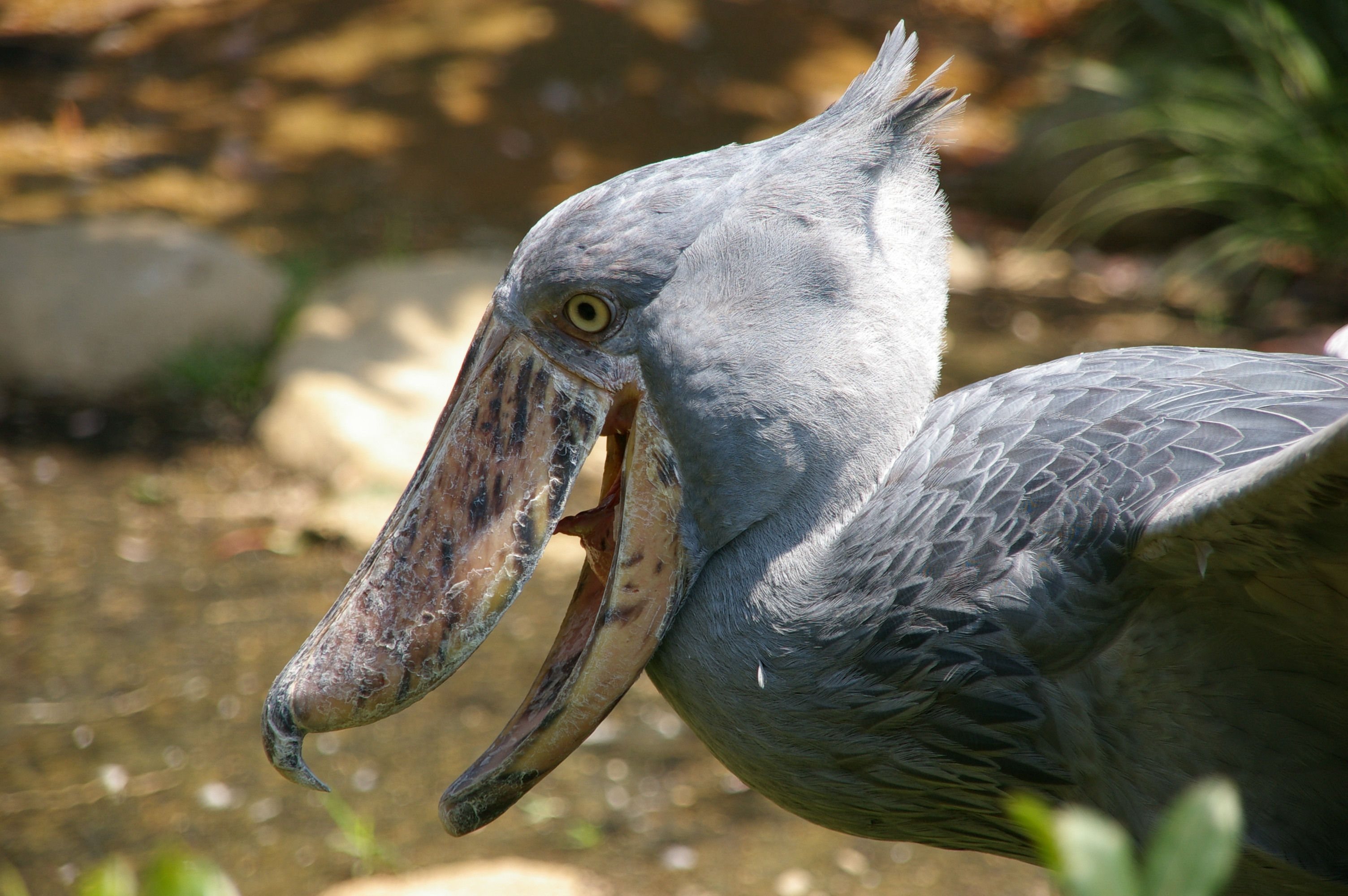
در باغ‌وحش اوئنو
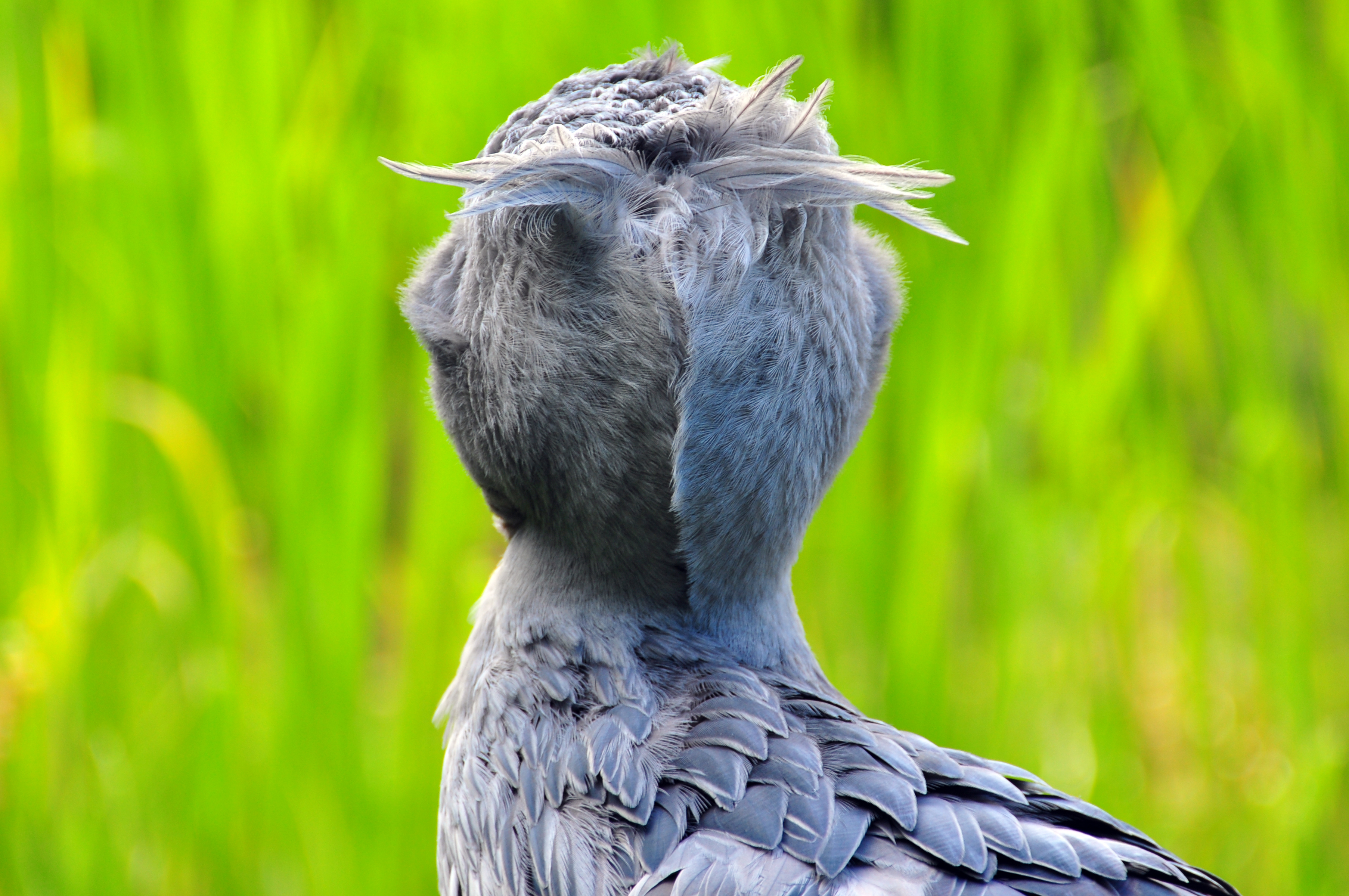
پرهای پشت سر لک‌لک نیل
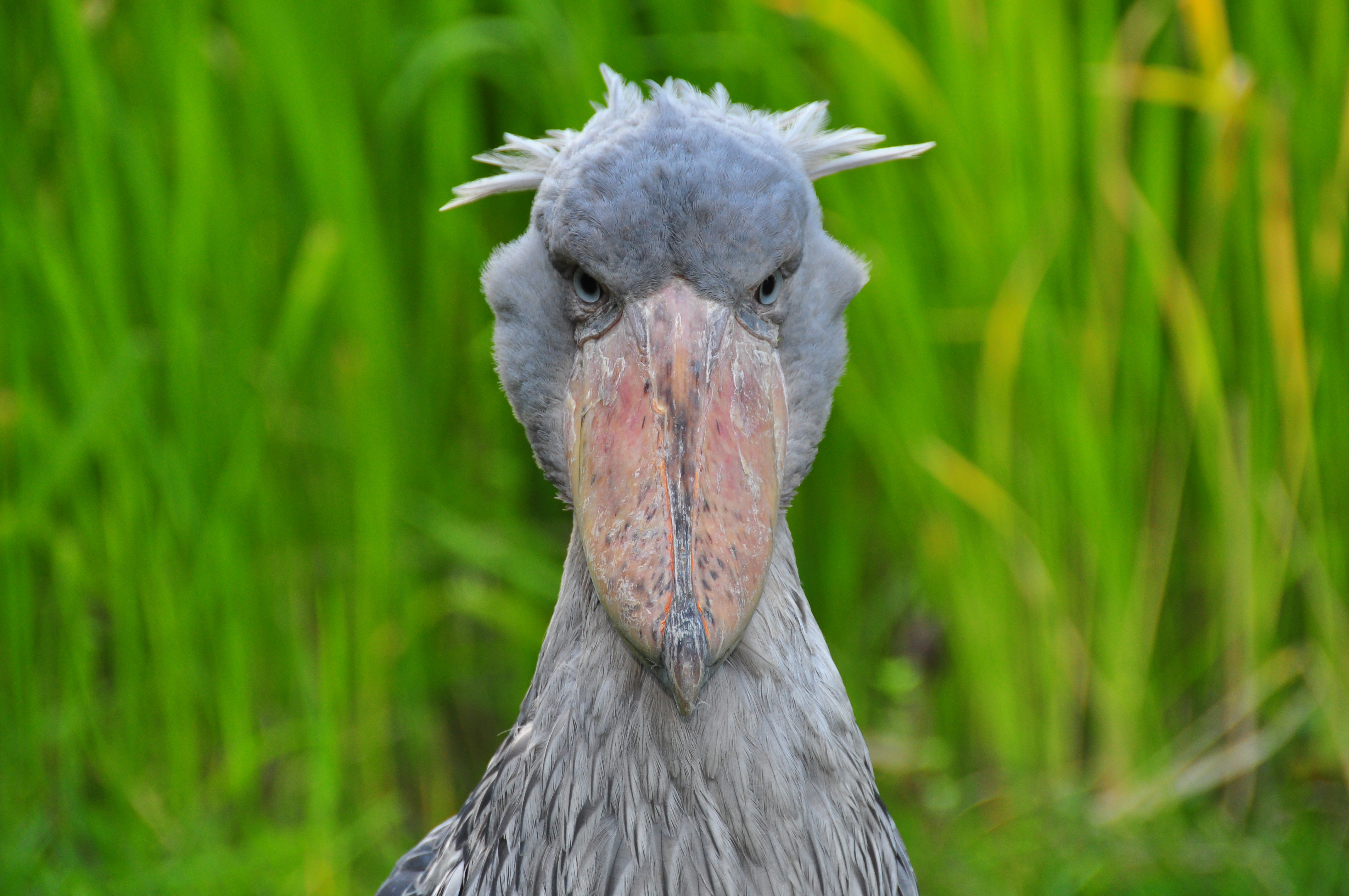
در باغ پرندگان والزروده